# سكوت ريفز
سكوت ريفز (بالإنجليزية: Scott Reeves)‏ هو كاتب أغاني وممثل أمريكي، ولد في 16 مايو 1966 بديلايت في الولايات المتحدة.

## أعمال

### أفلام
- (1989) يوم الجمعة الثالث عشر الجزء الثامن

## وصلات خارجية
- سكوت ريفز على موقع IMDb (الإنجليزية)
- سكوت ريفز على موقع ميوزك برينز (الإنجليزية)
- سكوت ريفز على موقع أول موفي (الإنجليزية)
- سكوت ريفز على موقع قاعدة بيانات الفيلم (الإنجليزية)